# Christian Ludwig Nitzsch
Christian Ludwig Nitzsch (ur. 3 września 1782 w Beucha, zm. 16 sierpnia 1837 Halle) – niemiecki lekarz i zoolog.
W nomenklaturze zoologicznej stosuje się skrót Nitzsch przy oznaczeniu taksonu opisanego przez Christiana Ludwiga Nitzschego, np. Fulicinae Nitzsch.

## Życiorys
Christian Nitzsch urodził się w miejscowości Beucha w pobliżu Grimmy 3 września 1782 roku. Dzieciństwo i wczesną młodość spędził w Bornie i Zeitz. Uczęszczał do szkoły średniej w Wittenberdze i Gotha. W latach 1800–1804 odbył studia medyczne w Wittenberdze. Tytuł otrzymał w 1808 roku. Został zatrudniony na stanowisku profesora botaniki i zoologii na Uniwersytecie w Wittenberdze, od 1815 jako profesor Uniwersytetu w Halle. Był dyrektorem Muzeum Zoologicznego w Halle. Chociaż głównym przedmiotem jego badań były ptaki, opublikował też opracowania dotyczące m.in. wszoł. Zmarł w Halle 16 sierpnia 1837 roku.